# Diplazium oreophilum
Diplazium oreophilum là một loài dương xỉ trong họ Athyriaceae. Loài này được Underw. & Maxon mô tả khoa học đầu tiên năm 1908.